# Eastern Isles

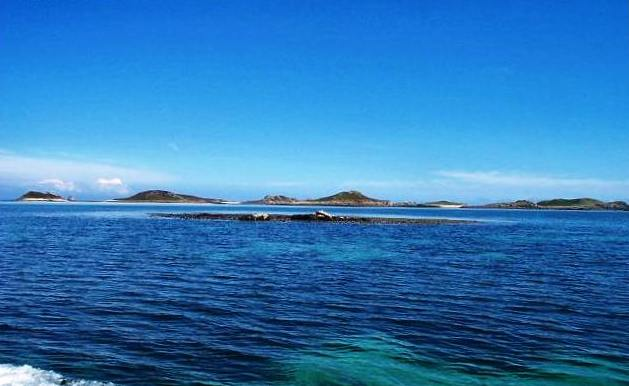
Veduta delle Eastern Isles

Le Eastern Isles (cornico Enesow Goonhyli, "isole delle colline di acqua salata") sono un gruppo di dodici piccole isole disabitate rientranti nell'"area di eccezionale bellezza naturale" delle isole Scilly situate a sud-ovest della costa dell'Inghilterra (Land's End).
Le isole sono parte della Heritage Coast delle Scilly e "sito di speciale interesse scientifico" (SSSI), riconoscimento attribuito nel 1971 per la loro flora e fauna. Vantano un lungo periodo di occupazione umana, dall'età del bronzo, che ha lasciato tumuli e camere sepolcrali, ai campi coltivati dell'età del ferro fino all'epoca romana, alla quale risale il santuario di Nornour. Prima del XIX secolo erano conosciute con il loro nome cornico, che era diventato anche il nome dell'isola più grande del gruppo dopo lo sprofondamento delle terre che la collegavano alle altre Scilly.

## Geografia
Il gruppo di isole è situato a sud-est di St Martin’s e rientra nell'"area di eccezionale bellezza naturale" e nella Heritage Coast delle isole Scilly.
Le isole sono esposte alle burrasche in misura inferiore alle Western Rocks; di conseguenza i suoli ricevono una quantità inferiore di nebbia salina e habitat come le praterie costiere e le brughiere marine sono sopravvissuti alle inondazioni. Le praterie sarebbero ancora più estese se fosse proseguita la pratica del pascolo estivo; le piante in fase di crescita tendono invece a essere soffocate da densi roveti.
Le isole, in ordine di estensione, sono:
- Great Ganilly con 13,83 ettari;
- Great, Middle e Little Arthur con 7,75 ettari;
- Menawethan con 2,81 ettari;
- Little Ganilly con 2,71 ettari;
- Great Innisvouls con 1,82 ettari;
- Great Ganinick con 1,82 ettari;
- Nounour con 1,64 ettari;
- Little Ganinick con 1.15 ettari;
- Little Innisvouls con 0,98 ettari;
- Ragged Island con 0,97 ettari;
- Guther's con 0,47 ettari;
- Hanjague con 0,30 ettari.

## Geologia
Le isole sono costituite da una base di granito ercinico ricoperto da sabbia portata dal vento. Alcune isole sono collegate tra loro da dorsali pietrose o da strisce di sabbia, tanto che durante la bassa marea possono essere considerate un'unica isola. All'epoca dell'occupazione romana dell'Inghilterra e del Galles, l'area si presentava come una bassa distesa pianeggiante tra l'isola di St Mary's, l'isola di St Martin's e le attuali basse colline delle Eastern Isles. Le isole Scilly sono classificate come Geological Conservation Review (GCR) in quanto vantano il più vasto complesso di tomboli insulari al di fuori delle Orcadi e delle Shetland. Quattro isole rappresentano le diverse fasi di formazione del tombolo: si tratta di Teän (non facente parte delle Eastern Isles), che è situata a nord-ovest, tra St Martin's e Tresco; e di Great Arthur, Great Ganinick e Little Ganinick, che si trovano a sud-est di St Martin's.

## Natura ed ecologia
La maggior parte delle isole è ricoperta da rovi comuni (Rubus fruticosus), felci aquiline (Pteridium aquilinum) ed erba lungo le linee costiere. La verga d'oro comune (Solidago virgaurea) è presente localmente tra le brughiere che crescono sui suoli podzolici delle parti più elevate delle isole. Il brugo (Calluna vulgaris), l'erica (Erica cinerea) e la felce aquilina si mescolano alle felci comuni sui pendii più bassi. Data l'assenza di botanici residenti e la difficoltà di effettuare osservazioni su isole remote, le rilevazioni di carattere botanico non sono molte e il numero di specie per ciascuna delle Eastern Isles è stato pubblicato solo nel 1971 a seguito di indagini condotte da J. D. Grose, J. E. Dallas (marito e moglie) e J. E. Lousley negli anni 1938 e 1939. Lousley elencò 111 specie di tracheofite nel suo Flora (1971) e ulteriori indagini condotte a partire dal 1999 rilevarono un numero analogo (114). Alcune delle isole ospitano specie specifiche, non rintracciabili nelle altre Eastern Isles, come ad esempio l'albero di quercia scoperto dai Dallas su Great Ganinick, oppure i pungitopi (Ruscus aculeatus), le euforbie delle faggete (Euphorbia amygdaloides) e le cannelle delle paludi (Calamagrostis epigejos) rilevate su Great Gannick. La presenza di queste piante può indicare la persistenza di aree boschive a partire dal 1600. Sulle pendici settentrionali di Great Ganilly cresce una pianta di scarsa diffusione nel Regno Unito, l'uccellina pennata (Ornithopus pinnatus).
Le Eastern Isles sono una delle tre principali aree di allattamento della foca grigia (Halichoerus grypus), assieme alle Western Rocks e alle Norrard Rocks. Sono stati osservati altri quattro mammiferi: la lepre, il ratto delle chiaviche, descritto come una vera piaga su alcune delle isole Eastern, il topo comune e la crocidura minore.
Le isole sono anche luogo di riproduzione per otto specie di uccelli marini, comprendenti tre specie di gabbiani, il marangone dal ciuffo (Phalacrocorax aristotelis), il cormorano comune (Phalacrocorax carbo), il fulmaro (Fulmarus glacialis), la gazza marina (Alca torda) e la pulcinella di mare (Fratercula arctica). Molte isole sono interdette ai visitatori durante la stagione di riproduzione degli uccelli (dal 15 aprile al 20 agosto).

## Le isole

### Great Ganilly

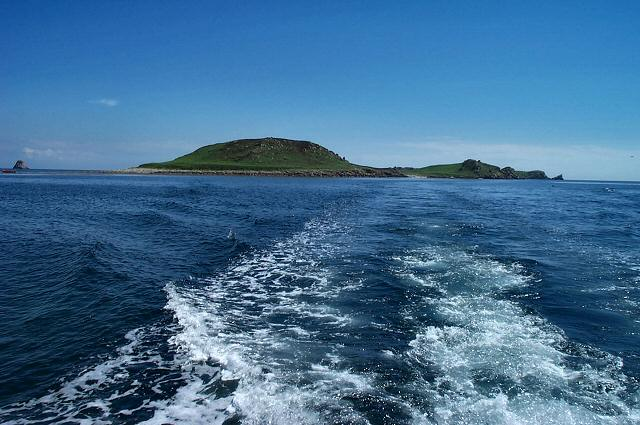
Great Ganilly

Great Ganilly (cornico Goonhyli Meur, "grande collina di acqua salata") è la più grande delle isole Eastern ed è costituita da due colline unite da una lunga lingua sabbiosa. La più settentrionale delle due colline raggiunge la massima elevazione (34 m) e presenta un tumulo sulla sommità. Altre testimonianze di antica presenza umana sono le fondamenta di una capanna sulla lingua sabbiosa e i resti di un sistema di campi coltivati. Le colline sono ricoperte di brughiera marittima su entrambe le sommità e presentano densi roveti alle pendici. Durante le indagini del 1938 e 1939 vennero registrate complessivamente 74 specie di piante, il numero più elevato tra le Eastern Isles: esse comprendono l'euforbia di mare, il cavolo marino e la castagnola, che crescono sulle piccole dune di sabbia. Nella brughiera crescono il timo e il pungitopo, nonché la betonica comune, che è una pianta diffusa in Cornovaglia ma presente sulle isole Scilly in due sole zone. I mammiferi sono la lepre, il ratto delle chiaviche, il topo comune e la crocidura minore.

### Great, Middle e Little Arthur
Le Arthurs (cornico Ar Dhor, "terra di fronte"), facenti parte del sito Geological Conservation Review (GCR), sono tre isole rocciose unite da due spiagge che formano una mezzaluna attorno ad Arthur Porth; un'analoga spiaggia è in corso di formazione tra Great Ganinick e Little Ganinick (vedi sotto). Great Arthur, come suggerisce il nome, è la più estesa e presenta una costa popolata da praterie marine e dalla vegetazione che cresce sulle dune e sulla sabbia. Sulla vetta della collina si trova un tumulo comprendente una tomba a camera circondata da brughiera marina con crassula tillaea nelle aree spoglie. Le zone sabbiose sono dominate dall'ammofila arenaria (ammophila arenaria), che contribuisce a stabilizzare le dune e a proteggere una flora relativamente ricca di piante non marine, tra cui un esemplare di salice cenerino (Salix cinerea); questa pianta (probabilmente la stessa) fu registrata sia da Louseley (1971) sia da Parslow (1997). Middle Arthur presenta una tomba a camera sulla sommità, alcune chiazze di brughiera e qualche pianta sulle zone più protette delle sue rive, mentre Little Arthur presenta delle felci sui suoli più profondi, brughiera sulla cima e borracina nelle zone più spoglie. Anche su Little Arthur si trova una piccola area di vegetazione costiera che cresce sulla sabbia e sulle dune, comprendente l'erba di San Giovanni (Hypericum pulchrum), una pianta comune in Cornovaglia ma poco diffusa sulle Isole Scilly.

### Menawethan
Menawethan (cornico Men an Wedhen, "la pietra dell'albero") è un'isola dai fianchi scoscesi a sud-est del gruppo, con la tipica vegetazione delle isole utilizzate dagli uccelli come luogo di riproduzione. Fu una delle prime isole su cui Natural England (Non-departmental public body del Governo Britannico) ha condotto una campagna di derattizzazione. Alcune zone sono ricoperte da fico degli ottentotti (Carpobrotus Edulis), probabilmente portato sull'isola dai gabbiani; in altre aree dominano l'armeria marittima (Armeria Maritima) e il fiore della nebbia (Silene Maritima). Altre specie registrate sono la bambagiona, l'atreplice degli orti, la coclearia e la lavatera arborea. Il lino d'acqua (Samolus valerandi), pianta rintracciabile in Cornovaglia solo sulle scogliere e poco frequente sulle isole Scilly, cresce tra le rocce delle rive. La costa rocciosa è utilizzata come punto di sosta dalla foca grigia. Sulla sommità si trova un tumulo dell'età del bronzo. L'isola è registrata con il nome di Mynangwython nel 1588 circa.

### Little Ganilly
Little Ganilly (cornico Goonhyli Bian, "piccola collina di acqua salata") sorge immediatamente a nord di Little Arthur e presenta una piccola zona di brughiera sulla sommità. Le felci dominano le pendici, mentre praterie di mare proliferano lungo la costa, la quale presenta diverse piccole cavità sul fianco orientale. I censimenti del 1938 e 1939 registrarono 37 specie di piante. Gli unici mammiferi risultano essere i topi delle chiaviche e le foche grigie, che utilizzano l'isola come punto di sosta.

### Great Innisvouls e Little Innisvouls
Great Innisvouls (cornico Enys Vols Meur, "grande isola della pecora") presenta una piccola superficie di prateria marina e di felci, mentre su Little Innisvouls (cornico Enys Vols Bian, "piccola isola della pecora") crescono piante tipiche della battigia. Entrambe sono zone di riproduzione per uccelli marini: su Great Innisvouls è stata segnalata la presenza della crocidura minore. In 12 maggio 1887 Gurney registrò la presenza di dodici coppie di cormorani con le uova e di una coppia con piccoli su Great Iinnisvouls.
A nord-est di Little Innisvouls sorge un piccolo scoglio chiamato Mouls (cornico Mols, "pecora"), su cui, nel 1927, venne segnalata la presenza dello pseudoscorpione Neobisium maritimum, specie rara nel Regno Unito.

### Great Ganinick e Little Ganinick

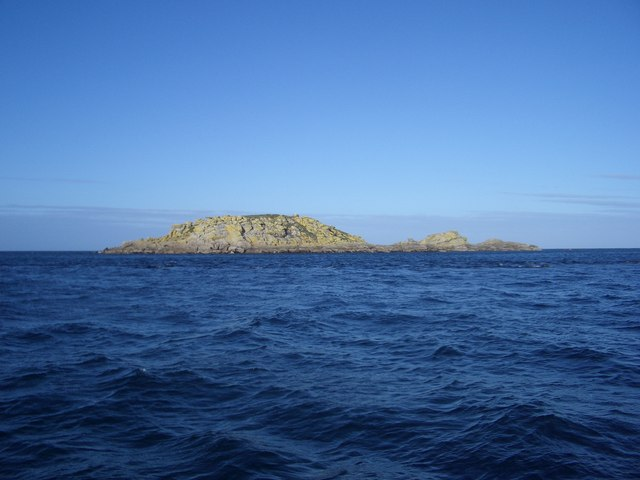
Great Ganinick e Little Ganinick

Le isole di Great Ganinick e Little Ganinick (cornico Kenninek, "il posto dell'aglio selvatico") fanno parte del GCR e si trovano in una fase iniziale del processo di formazione di un tombolo di collegamento. La striscia di sabbia si sta formando a partire da Little Ganinick, in direzione nord, verso l'isola maggiore: sembra tuttavia che l'apporto di sabbia non sia sufficiente per completare il collegamento tra le due isole. Sul versante settentrionale di Great Ganinick è in via di formazione una spiaggia a forma di cuspide. Su Great Ganinick cresce l'unico albero di quercia delle Eastern Islands; fu descritto dai Dallas nel 1938 come ″... alto circa 2 piedi e 6 pollici [0,76 m] in mezzo a un groviglio di felci, rovi e caprifogli". Era ancora presente (o si trattava di una pianta molto simile) nel 1997. Great Gannick è ricca di specie vegetali: le 74 specie registrate da Lousley comprendono il pungitopo, l'euforbia, la cannella delle paludi e la fumaria capreolata. Little Ganinick ha distese erbose con specie vegetali che crescono sulla battigia e colonie di uccelli marini.

### Nornour
Nornour (cornico Ar Nor, "di fronte alla terraferma") è costituita da una collina ricoperta di felci a nord di Great Ganilly, alla quale, durante le basse maree, è collegata da una fila di pietre. L'isola ha visto una lunga frequentazione umana durante l'Età del Bronzo e l'Età del Ferro, quando faceva verosimilmente parte di un'isola più grande: nel 1962, una tempesta erose alcune dune di sabbia rivelando alcune fondamenta di capanne. Scavi successivi hanno portato alla luce una serie di oggetti di epoca romana, dimostrando la presenza di un santuario nell'ultimo periodo dell'occupazione, a dispetto della posizione isolata delle isole rispetto al resto dell'Impero. I ritrovamenti comprendono alcune centinaia di fermagli, monete databili dalla fine del primo alla fine del quarto secolo, vetro, piccoli vasi e frammenti di statuette galliche di argilla. Nonostante gli sforzi per proteggere il sito archeologico, l'erosione del mare continua a progredire. Durante la bassa marea, sulla spiaggia occidentale è possibile vedere le caldaie del battello a vapore Earl of Arran: la nave urtò lo scoglio di Irishman's Ledge il 16 luglio 1872, durante un tentativo di accorciare la rotta attraverso l'istmo di English Island.
Sull'isola è presente una piccola zona di brughiera sulla collina, con erica ed erica cinerea, e un'altra nella zona attorno alle fondamenta delle capanne; è segnalata anche la presenza della dolce vita (Euphorbia portlandica), pianta poco frequente nel Regno Unito, della scrofularia scorodonia (Scrophularia scorodonia), del pungitopo, dell'euforbia marittima (Euphorbia paralias) e dell'asplenio marino (Asplenium marinum). Una colonia di rumice delle rocce (Rumex rupestris), presente sulla spiaggia fino al 1970, è oggi estinta.

### Ragged Island
Ragged Island presenta due specie di piante inattese: la felce Blechnum cordatum e la borragine (Borago officinalis). Non è chiaro in che modo esse siano giunte sull'isola: nessuna delle due specie fu registrata da Lousley nel suo Flora (1971), per quanto le spore delle felci possano essere sospinte dal vento per una certa distanza. La presenza di Blechnum cordatum venne registrata a Higher Town, sull'isola di St Martin's, nel 1936. Altre specie presenti sull'isola sono l'armeria marittima, la Cochlearia anglica, l'atreplice e la barbabietola di mare.

### Guther's

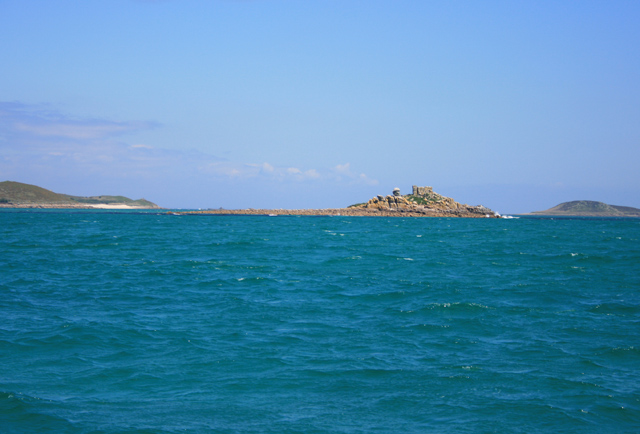
L'isola di Guther's

Guther's (o Gunther's) (cornico Goothow, "canali") è una piccola isola che sorge sul lato occidentale delle Eastern Isles e a sud di St Martin's. Presenta una vegetazione limitata, costituita da erba, Rumex rupestris e barbabietola. I mugnaiacci (Larus marinus) e i gabbiani reali nordici (Larus argentatus) nidificano sull'isola, così come i marangoni dal ciuffo.

### Hanjague
Hanjague (cornico An Wynjek, "il ventoso") è un faraglione situato circa 1 chilometro a nord-est di Great Gannilly ed è l'isola più orientale dell'arcipelago. L'isola è priva di vegetazione ed è usata dagli uccelli come punto di sosta.